# Pădurea Voivodeasa
Pădurea Voivodeasa este o arie protejată de interes național ce corespunde categoriei a IV-a IUCN (rezervație naturală de tip forestier) situată în județul Suceava, pe tereitoriul administrativ al comunei Sucevița.

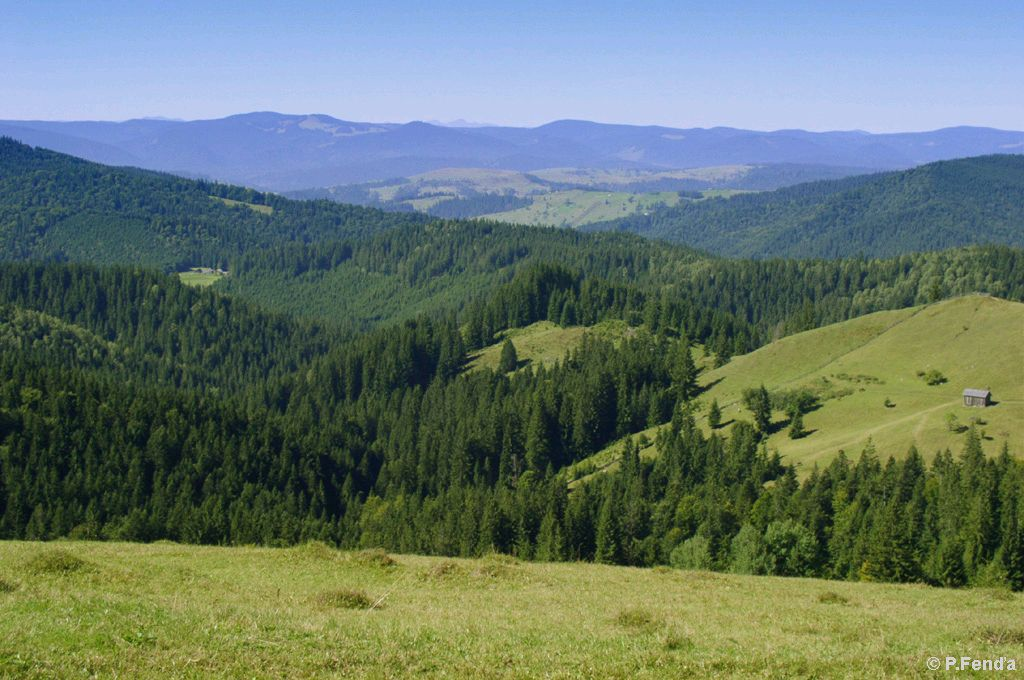
Obcinele Mari

## Descriere
Rezervația naturală cu o suprafață de 102 hectare, a fost declarată arie protejată prin Hotărârea de Guvern nr.1143 din 18 septembrie 2007 (privind regimul ariilor naturale protejate, conservarea habitatelor naturale, a florei și a faunei sălbatice) și reprezintă o zonă muntoasă aflată la la poalele Obcinelor Mari, acoperită cu păduri de conifere în asociere cu foioase, stepe și pajiști naturale.